# Andora (genre)
Genre
Andora est un genre d'étoiles de mer de la famille des Ophidiasteridae.
Ce genre est très proche de son cousin Nardoa (dont il est l'anagramme), et est censé s'en distinguer par le fait que les plaques squelettiques à la base des bras sont ordonnées, alors que leur disposition est plus souvent chaotique chez Nardoa.

## Liste des espèces
Selon World Register of Marine Species (24 novembre 2014) :
- Sous-genre Andora (Andora) A.M. Clark, 1967
  - Andora bruuni Rowe, 1977 - océan Indien occidental (canal du Mozambique, 60 m)
  - Andora faouzii (Macan, 1938) - Arabie et peut-être océan Indien (10-20 m)
- Sous-genre Andora (Dorana) Rowe, 1977
  - Andora popei Rowe, 1977 -- Australie corallienne (20-40 m)
  - Andora wilsoni Rowe, 1977 -- Philippines (10-20 m)

## Publication originale
- (en) Ailsa McGown Clark, « Notes on asteroids in the British Museum (Natural History) V. Nardoa and some other ophidiasterids », Bulletin of the British Museum (Natural History), zoology, Londres, Inconnu, vol. 15, no 4,‎ 1967, p. 167–198 (ISSN 0007-1498, OCLC 1328029, DOI 10.5962/BHL.PART.27516, lire en ligne).